# Ковелькова, Екатерина Георгиевна
Екатерина Георгиевна Ковелькова (1876—1963) — русская и советская оперная певица (контральто и меццо-сопрано) и педагог. Заслуженная артистка Татарской АССР (1939).
Репертуар певицы включал свыше 40 партий. Её исполнение отличалось чёткой фразировкой, прекрасным сценическим поведением и музыкальностью.

## Биография
Родилась 21 декабря 1876 года в Казани в семье губернского секретаря.
Обучалась пению у Л. Люценко, а также в течение года — в Петербургской консерватории в классе К. Ферни-Джиральдони. С 17 лет начала выступать в концертах. В 1896 году дебютировала на сцене Казанской оперы в партии Княгини («Русалка» Даргомыжского). В 1897—1898 годах пела в Перми, куда возвращалась ещё на четыре сезона в 1908—1911 и 1921—1922 годах. Летом 1901 года в Москве и весной 1902 года в Одессе Ковелькова пела вместе с Ф. И. Шаляпиным и с Л. В. Собиновым. В 1904 году в Киеве выступала вместе с М. Баттистини, который восхищался её голосом.
Екатерина Георгиевна вела практически подвижническую работу на провинциальной сцене городов Астрахани, Баку, Батуми, Вильнюса, Витебска, Владикавказа, Воронежа, Гомеля, Двинска, Евпатории, Екатеринбурга, Ельца, Житомира, Керчи, Киева, Каунаса, Кутаиси, Мелитополя, Минска, Могилева, Нижнего Новгорода, Омска, Пензы, Пскова, Риги, Ростова-на-Дону, Рязани, Самары, Саратова, Симферополя, Смоленска, Сызрани, Сухуми, Тамбова, Тбилиси, Тобольска, Тюмени, Уфы, Харькова, Ярославля, возвращаясь после гастролей в Казань. Больше всего выступалана пермской сцене. Летом 1903 года совместно с Еленой Де Вос-Соболевой концертировала в городах Соликамск, Усолье, Чердынь. Её партнёрами были А. Борисенко, Е. Вронский, А. Пасхалова, Е. Цветкова, С. Энгель-Крон. Актриса пела под управлением Б. Плотникова, А. Эйхенвальда.
В 1912 году в Петербурге записалась на грампластинку Русского акционерного общества граммофонов.
В 1919—1921 годах работала в Казани в качестве концертной певицы; с 1920 года занималась преподавательской деятельностью в студии. В 1922—1952 годах преподавала в Казанском музыкальном училище и Казанской консерватории.
Умерла 7 февраля 1963 года в Казани.
В ГКБУ «Государственный архив Пермского края» имеются документы, относящиеся к Е. Г. Ковельковой.